# Prodemoticus moderatus
Prodemoticus moderatus är en tvåvingeart som beskrevs av Kugler 1980. Prodemoticus moderatus ingår i släktet Prodemoticus och familjen parasitflugor.
Artens utbredningsområde är Israel. Inga underarter finns listade i Catalogue of Life.